# 圖里利切
48°46′32″N 26°12′7″E / 48.77556°N 26.20194°E
圖里利切（烏克蘭語：Турильче），是烏克蘭的村落，位於該國西部捷爾諾波爾州，由喬爾特基夫區負責管轄，處於茲布魯奇河畔，面積3.96平方公里，海拔高度225米，2007年人口759。